# Livigno
Livigno (lombardsky Livígn, německy  Luwin) je město v italské provincii Sondrio v oblasti Lombardie. Leží nedaleko státní hranice se Švýcarskem v Italských Alpách. Je známé především jako lyžařské středisko.

## Geografie
Livigno leží ve stejnojmenném pohoří Livigno. Rozkládá se v hlubokém a širokém údolí říčky Aqua Granda, která se nazývá též lombardsky Spöl. Livigno je jednou z mála italských obcí, které nepatří do úmoří Středozemního moře, ale do úmoří Černého moře. Na říčce byla vybudována přehradní nádrž Lago di Livigno roku 1960 a část staré vesnice byla zaplavena.
Ve středověku bylo bezejmenné uzavřené údolí osídleno pastevci a dostalo název Vinea et vineola. Tento název se do latiny dostal přes místní dialekt němčiny a neoznačuje souvislost s vinicemi, ale neustálé ohrožení lavinami. Zatím poslední velká lavina zde v roce 2018 zabila sedm lidí a poškodila desítky domů.
Do Livigna vedou jen tři cesty pro automobilovou dopravu. Železnice do údolí není přivedena.
- skrz tunel Munt la Schera do údolí řeky Inn ve Švýcarsku – otevřen celoročně
- přes průsmyk Foscagno a průsmyk Eira do města Bormio a dál do italského vnitrozemí – otevřeny celoročně
- přes průsmyk Forcola di Livigno do údolí Graubünden ve Švýcarsku – otevřen jen přes léto

## Historie
Údolí Livigno je známo od římské antiky, ale stálé osídlení získalo až ve středověku. Chudá zemědělsko-pastevecká obec byla odříznutá sněhem od světa po celou zimu. Teprve v roce 1952 byla vybudována silnice z Bormia. První dva lyžařské vleky byly zprovozněny roku 1959. V roce 1965 byl dán do provozu tunel Munt la Schera, který spojil Livigno se Švýcarskem a otevřel dveře turistům z celé Evropy. To prudce změnilo zemědělský charakter obce na turistický ruch. Roku 1966 zde bylo evidováno 6 hotelů a 2 vleky. V roce 2002 zde stálo již více než 100 hotelů a přes 900 apartmánů. Po roce 2000 se Livigno umísťuje na prvních místech v různých žebříčcích kvality evropských lyžařských areálů a tomu odpovídá vzrůstající bohatství obyvatel. V roce 1972 zde na lyžařské chatě Mottolino vznikl nápoj bombardino.

## Lyžování
Livigno je známé lyžařské středisko, kde jsou pravidelně pořádány závody ve všech lyžařských a snowboardových disciplínách. Na stejných tratích se v létě jezdí cyklistické závody.
Okolo města se nachází řada sjezdovek s celkovou délkou 115 km. Jsou rozdělené do dvou částí Mottolino a Carosello 3000, mezi kterými je spojení bezplatným skibusem. Součástí areálů jsou dva velké snowparky, několik funline, dětské parky se zábavnými překážkami a mnoho malých snowparků. Celým údolím vedou upravované stopy pro běžky v délce 30 kilometrů. Livignské Alpy jsou využívány na lyžařské túry, skialpinismus a výlety na sněžnicích.

## Bezcelní zóna
Livigno má zvláštní daňový a celní status, který vyplývá z historie a v současnosti je velmi výhodný pro turismus. Neplatí se zde DPH (daň z přidané hodnoty), spotřební daně a do určité míry ani clo. Místní lidé a firmy platí daň z příjmu. To vede k nízkým cenám především alkoholu, parfumerie, oděvů a pohonných hmot. Turisté je mohou nakupovat v neomezeném množství, ale vyvážet je mohou jen pro vlastní potřebu. Kvůli tomu střeží hranice švýcarští celníci za tunelem Munt la Schera a také jejich italští kolegové v sedle Foscagno a kontrolují projíždějící automobily.
Historie daňových výhod pro Livigno sahá do 16. století a přetrvává dodnes. Důvodem byla odlehlost a chudoba tohoto území a také praktická nemožnost kontroly zdejšího pašeráctví. Osvobození od cel v dnešním významu zavedl roku 1805 císař Napoleon Bonaparte, osvobození od daně zavedla roku 1840 Rakouská monarchie, potvrdilo ho roku 1910 Italské království a naposledy roku 1960 Evropské hospodářské společenství.

## Osobnosti
- Giorgio Rocca (* 1975) – vítěz světového poháru ve slalomu 2006 se sice narodil ve švýcarském Churu, ale závodní život prožil v Livignu